# یوهان کریستف فریدریش باخ
یوهان کریستف فریدریش باخ (انگلیسی: Johann Christoph Friedrich Bach؛ زادهٔ ۲۱ ژوئن ۱۷۳۲ - درگذشتهٔ ۲۶ ژانویهٔ ۱۷۹۵) آهنگساز اهل آلمان بود. او نهمین پسر یوهان سباستیان باخ بود.